# Идрисов, Миндулла Салимьянович
Миндулла Салимьянович Идрисов (род. 17 января 1948) — театральный актёр, народный артист Республики Башкортостан (2003), Заслуженный артист Российской Федерации (2010).
Один из самых ярких представителей «второго поколения» артистов Салаватского государственного башкирского драматического театра.

## Биография
Идрисов Миндулла Салимьянович родился в деревне Юзимяново Гафурийского района Республики Башкортостан.
В 1972 году окончил театральный факультет Уфимского государственного института искусств.  С того же времени в труппе Салаватского государственного башкирского драматического театра.
Вся творческая жизнь актёра связана с Салаватским башкирским драматическим театром.
Идрисов М.С. - разносторонне одаренный актёр, способный к исполнению разноплановых ролей: характерных, комедийных, драматических.

## Роли в спектаклях
- Мирхайдар – «Бахтигарей» (А. Мирзагитов, 1977г.).
- Загит – «А если не забудется» (Х. Вахит, 1978г.).
- Загир – «Черноликие» (М. Гафури, 1978г.).
- Карим – «Проделки тихони Сабиры» (Г.Башкуев)
- Гафур – «Не покидай меня, надежда» (Х. Иргалин, 1999г.).
- Гайфулла – «Завидуй, Америка» (С. Латыпова,1999г.).
- Юлай Азналин – «Салават» (М. Карим, 1999г.).
- Изгелек – «Змеиная кожа» (А.Дильмухаметова, 1999г.)
- Мулла – «Гульшаян» (М.Амир, 2000г.)
- Сынтимер – «Неркес» (И. Юмагулов, 2001г.).
- Шарифьян – «Лебёдушка моя» (А.Яхина, 2001г.)
- Демош – «Ушло моё белое лето» (Л.Станкова, 2001г.)
- Камиль – «Женюсь на собственной жене» (Н.Гаитбаев, 2002г.)
- Ибрагим – « И имя ей – Женщина» (З. Атнабаева, 2002г.)
- Башмачник – «Чудесная башмачница» (Ф. Гарсиа Лорка, 2003г.).
- Заки Валиди – «Башкир из Кузян» (Н. Асанбаев, 2004г.).
- Тимофей – «Кавардак Forever!!!» (С. Лобозеров, 2004г.).
- Альберт – «О людях и пчёлах» (А. Хусаинов, 2005г.).
- Гайфулла – «Зайтунгуль» (Н. Асанбаев, 2005г.).
- Дервиш – «В ночь лунного затмения» (М. Карим, 2006г.).
- Нургали – «Вот так случилось» (Т. Миннуллин, 2006г.)[3].
- Шайхи – «Он, Она и Я…» (З. Хаким, 2007г.).
- Уразев – «Семь девушек» (Н.Асанбаев, 2008г.)
- Отец – «Мамуля» (С.Белов, 2009г.).
- Аксакал – «Риваят» (Т.Миннуллин, 2010г)
- Иргали – «Расплата» (А.Попов, 2011г)[4]
- Бахтияр – «Адип-хан» (А.Хусаинов, 2011г)

Всего  за свою творческую биографию Миндулла Идрисов создал более 60 ролей.

## Награды и премии
- Заслуженный артист Российской Федерации (2010).
- Народный артист Республики Башкортостан (2003).
- Заслуженный артист Башкирской АССР (1979).
- «Лучший актёр года - 2004г., 2006г.».